# Jacob Banda
Jacob Banda (sinh ngày 11 tháng 2 năm 1988) là một cầu thủ bóng đá người Zambia thi đấu cho ZESCO United, ở vị trí thủ môn.